# The Notorious xx
Pour les articles homonymes, voir Notorious.
The Notorious xx est un projet de Mashup qui mélange la musique de Notorious B.I.G. avec le premier album de The xx Intitulé xx. Il a été réalisé par le producteur de San Francisco Charlie Kubal, a.k.a wait what (en). L'album a été diffusé pour la première fois sur le site de l'artiste le 25 mars 2010[1]. Depuis il a été téléchargé plus d'un million de fois et a reçu de très bonnes critiques de la presse spécialisée dont New York Magazine  ou LA Weekly ou encore The Guardian qui l'a appelé « the best mashup album of 2010 ».